# Sint-Martinuskerk (Zomergem)
De Sint-Martinuskerk is de kerk van het Belgische dorp Zomergem. Ze is toegewijd aan Martinus van Tours. 

## Bouwgeschiedenis
De hallenkerk die in de loop der tijden dikwijls werd verbouwd en uitgebreid heeft de toren uit Doornikse kalksteen uit de 13e eeuw bewaard. Het is een gotische vierkante kruisingstoren. De kerk kreeg te maken met de Beeldenstorm in de 16e eeuw. Het kapittel van Doornik, waaraan de kerk toebehoorde, voerde in 1753 aanzienlijke herstellingen uit. Uit deze periode dateert de noordelijke zijgevel in rode baksteen, die een contrast vormt met de zuidelijke zijgevel, die vroeger nog in grijze veldsteen werd opgetrokken. De nieuwe westgevel en de verlenging van de kerk dateren uit 1850 (architect L. Roelandt).
De ligging vlak bij het Schipdonkkanaal zorgde voor schade tijdens de twee wereldoorlogen. De herstelling van de schade na de Eerste Wereldoorlog en de herbouwing van de toren gebeurden onder leiding van architect Valentin Vaerwyck die ook het gemeentehuis van Zomergem bouwde.
De drie beuken zijn even hoog en even breed en bestaan uit zes traveeën. De naturalistische preekstoel van Petrus Josephus De Cuyper is uit 1868.

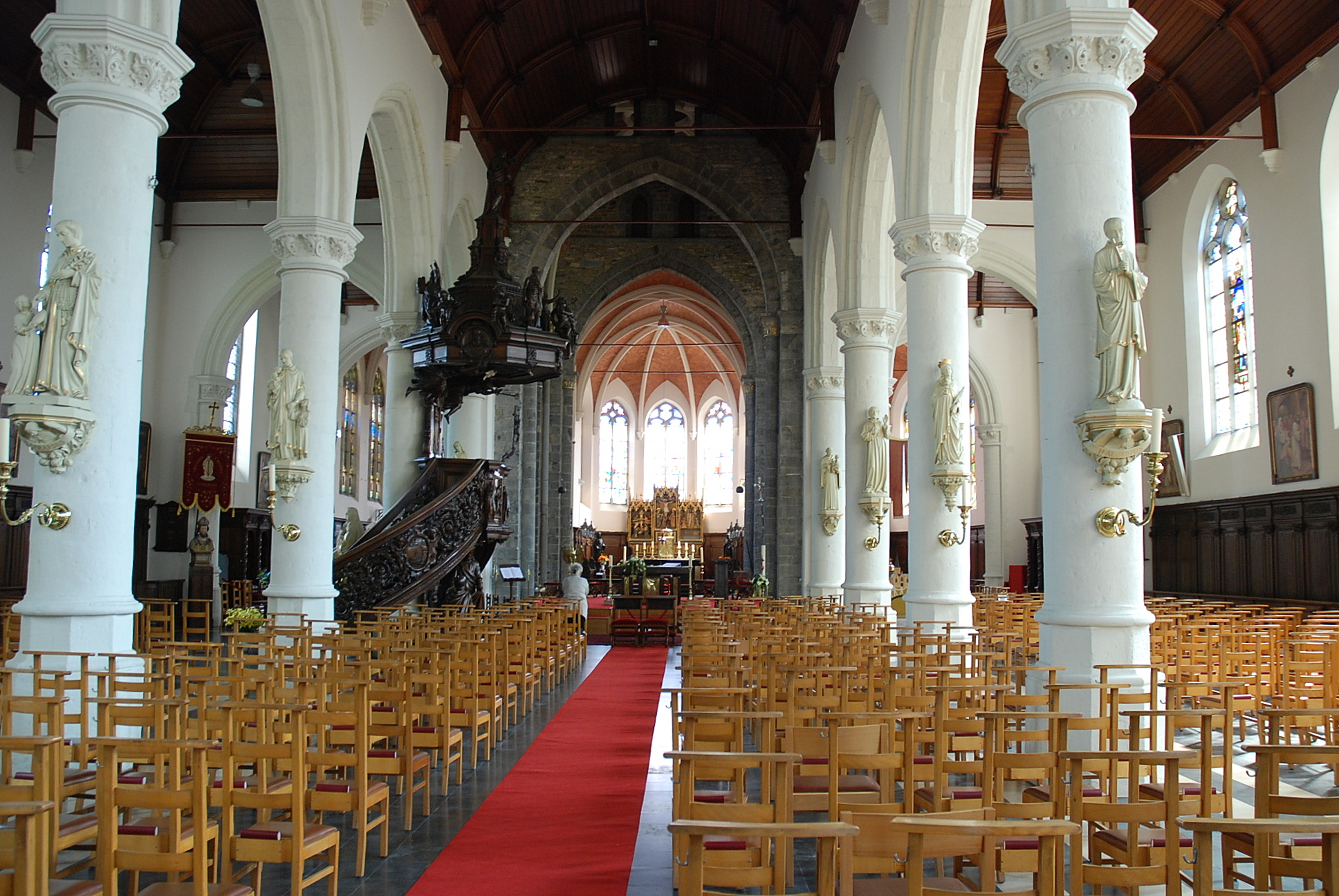
Het schip
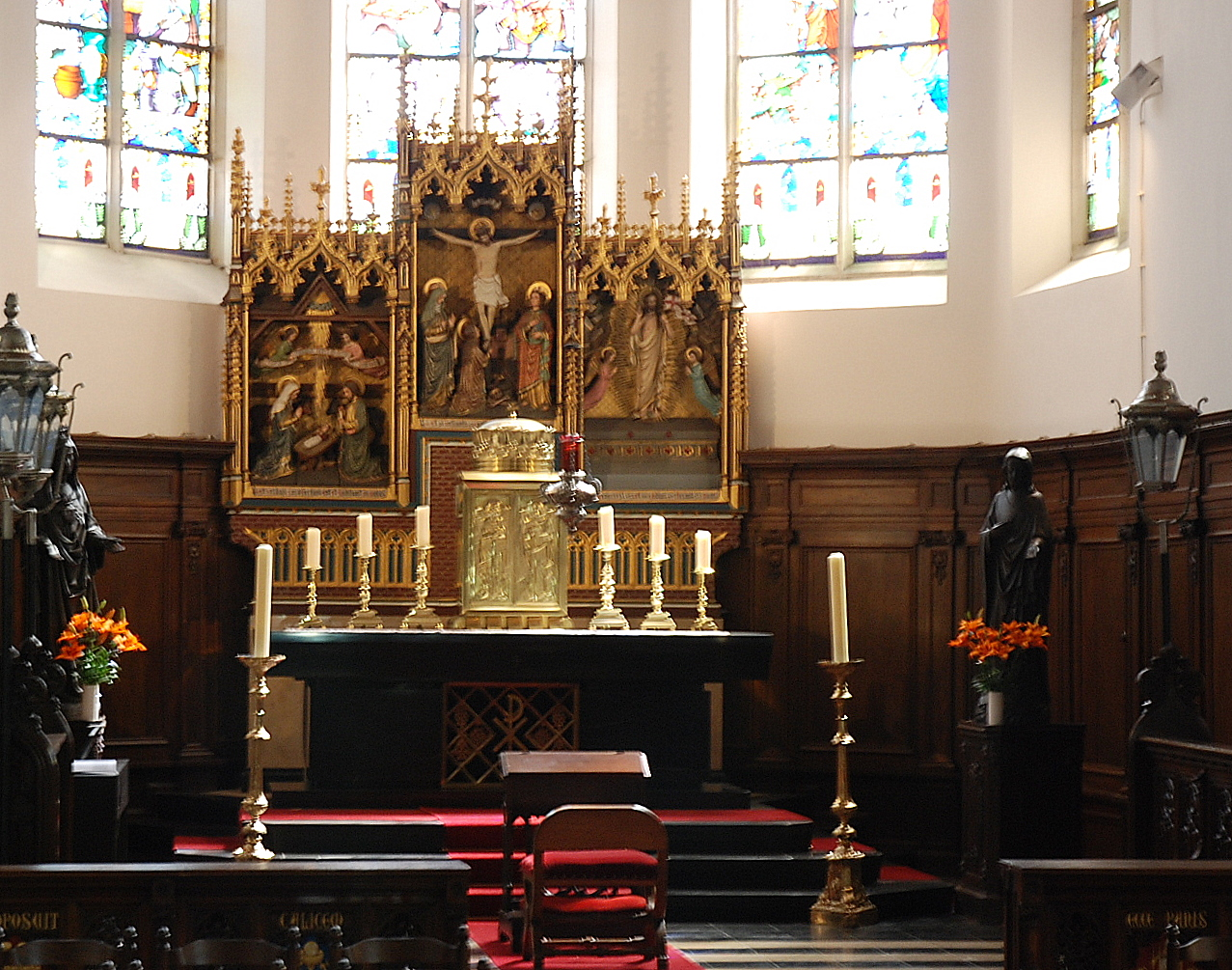
Het priesterkoor
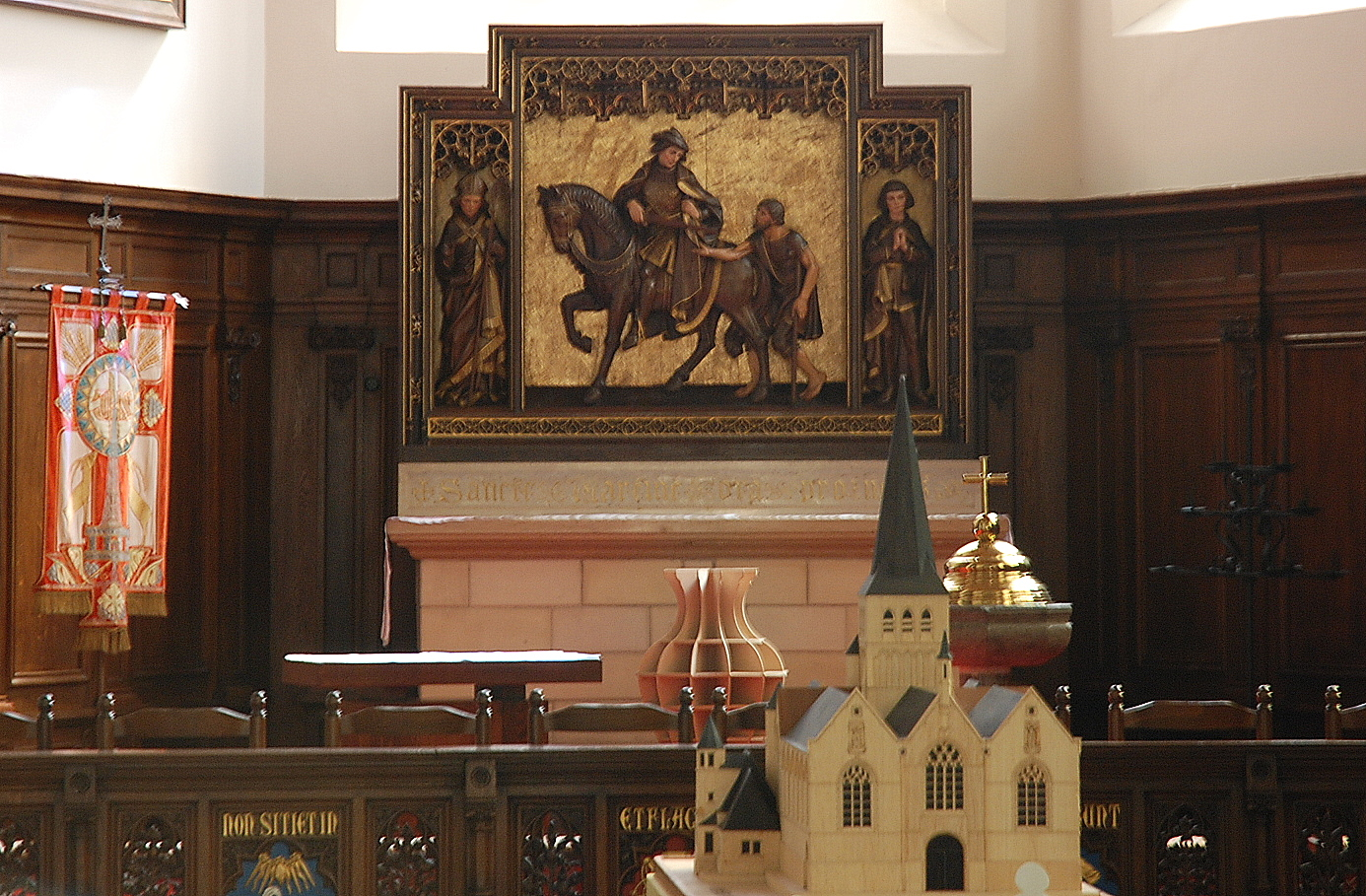
Het rechterzijaltaar toegewijd aan Sint-Martinus
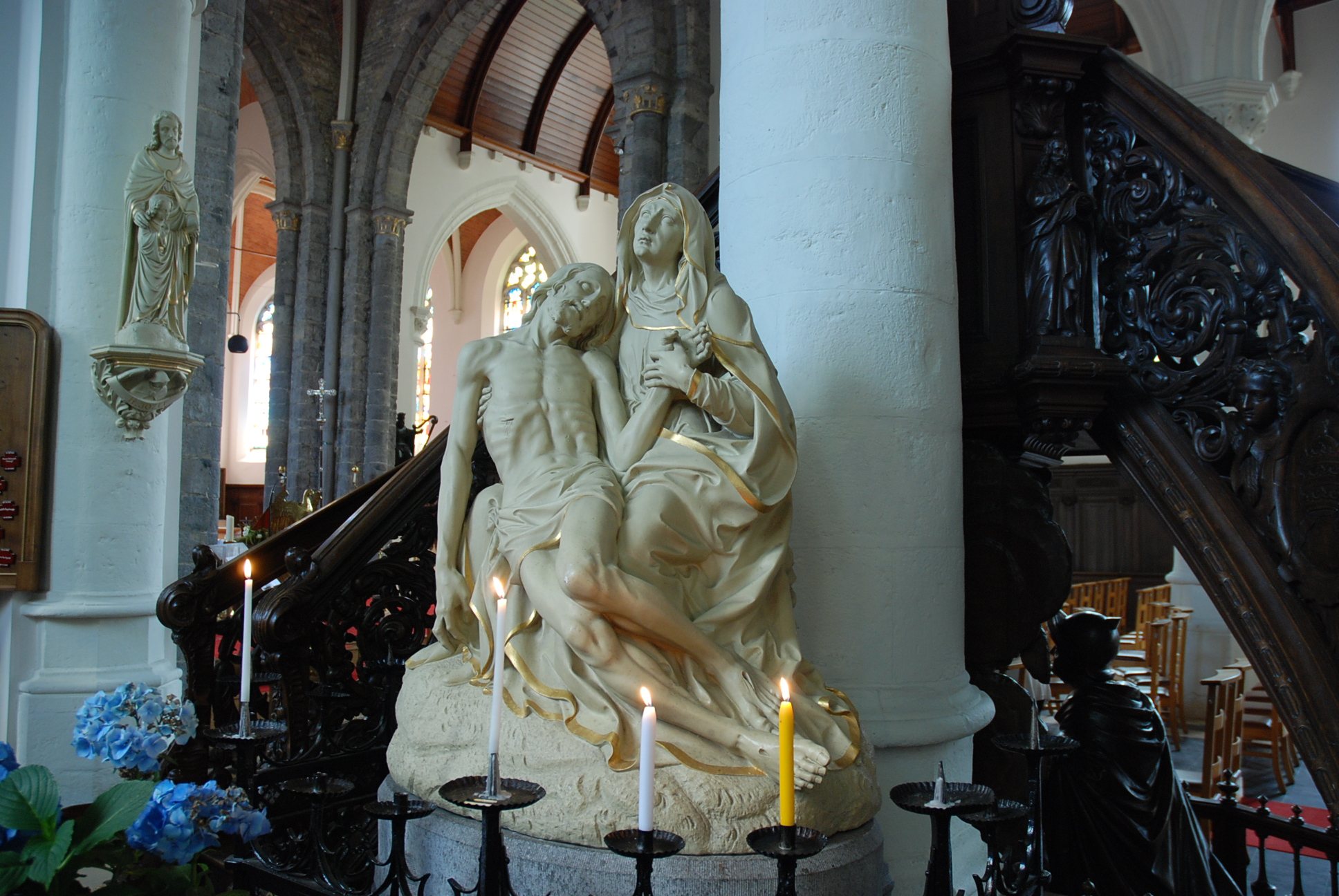
Een piëta in de kerk